# Rottendorf, Glanegg
Rottendorf je naselje v Občini Glanegg v Okraju Trg na Koroškem v Avstriji.